# Pseuditella borisii
Pseuditella borisii là một loài thực vật có hoa trong họ Lan. Loài này được (Stoj., Stef. & Georgiev) P.F. Hunt miêu tả khoa học đầu tiên năm 1971.